# Anchovia surinamensis
Anchovia surinamensis är en fiskart som först beskrevs av Bleeker, 1865.  Anchovia surinamensis ingår i släktet Anchovia och familjen Engraulidae. Inga underarter finns listade i Catalogue of Life.